# Cyklistika v Česku

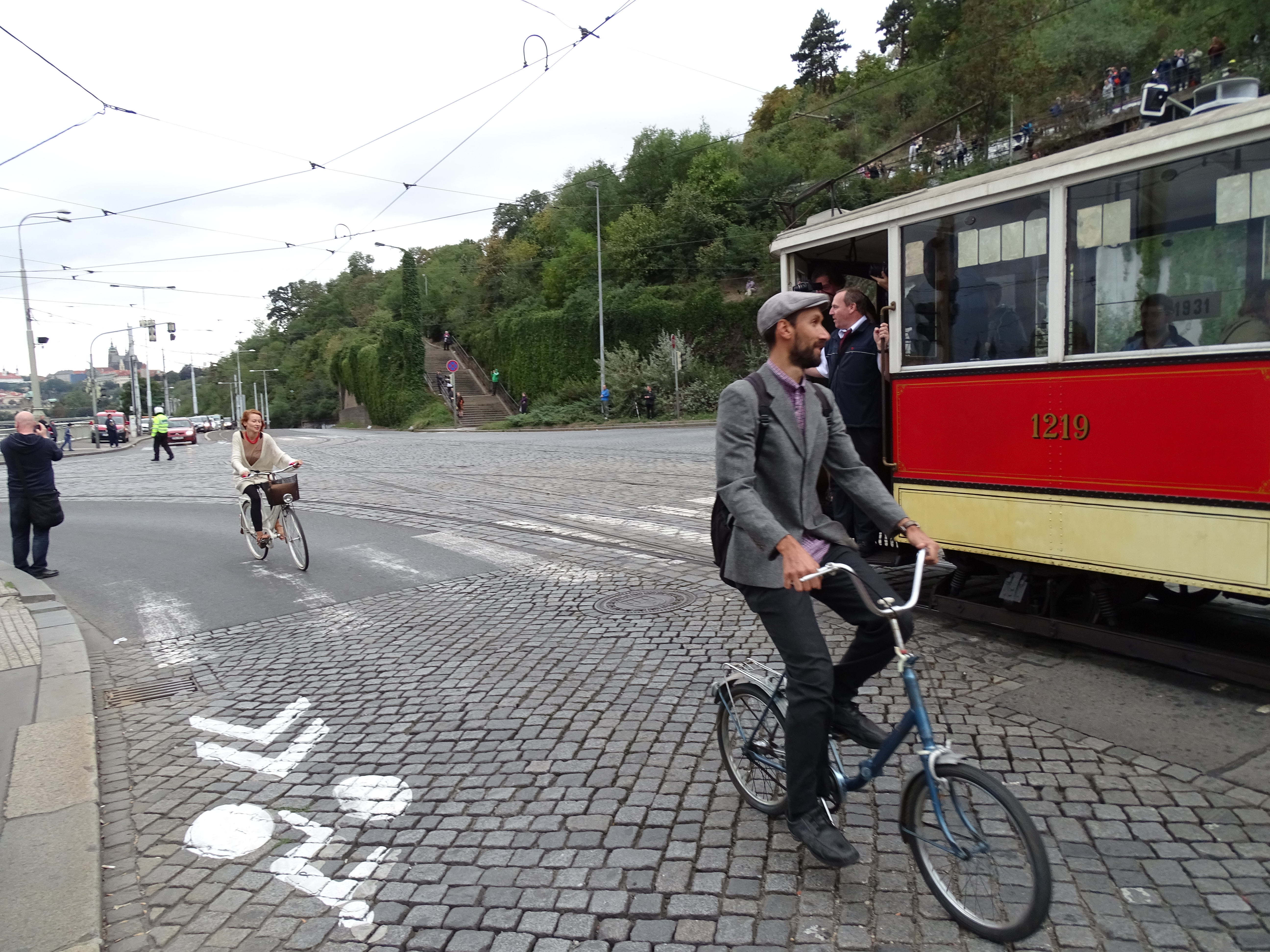
Cyklisté během průvodu tramvají v centru Prahy, 2015

V Česku je cyklistika málo rozvinutou formou dopravy, jízda na kole je ale jednou z nejoblíbenějších forem rekreace a sportu. Cyklistice se zde častěji věnují muži než ženy.

## Dopravní cyklistika
Jízdní kolo jako dopravní prostředek při cestě například do práce, školy nebo do obchodu, využívá v Česku přibližně 4–8 % obyvatel.
| Rok  | % jízdy na kole ze všech cest | Výzkum                |
| ---- | ----------------------------- | --------------------- |
| 2013 | 8                             | Evropské komise       |
| 2019 | 4,5                           | Česko v pohybu, MD ČR |
| 2019 | 4                             | United Assistaince    |

V Česku existuje anketa Cyklobarometr, která má za cíl monitorovat a hodnotit města podle kvality jejich cyklistické infrastruktury a toho, jak bezpečně se v nich cyklisté cítí. V roce 2019 se do ní zapojilo téměř 1500 respondentů, na prvním místě se umístil Rožnov pod Radhoštěm, na druhém Otrokovice, třetím Zlín, dále Pardubice a Hradec Králové. Velká města jako Praha či Brno v této anketě obecně zaostávají.
Žebříček CykloRank online magazínu Městem na kole v roce 2023 změřil podíl cyklistické infrastruktury na celkové uliční a silniční síti v českých městech nad 10 tisíc obyvatel. Na prvním místě se umístilo město Uničov, kde je podíl cyklostezek vůči celkové síti ulic 0,117 %, tedy nejvíce v zemi. Dále se umístily Pardubice, Hradec Králové, Karviná, Kadaň, Břeclav, České Budějovice, Veselí nad Moravou, Poděbrady a Strakonice. Praha skončila na 25. místě, Brno na 81. a Ostrava na 31.

### Podíl jízdy na kole v městech

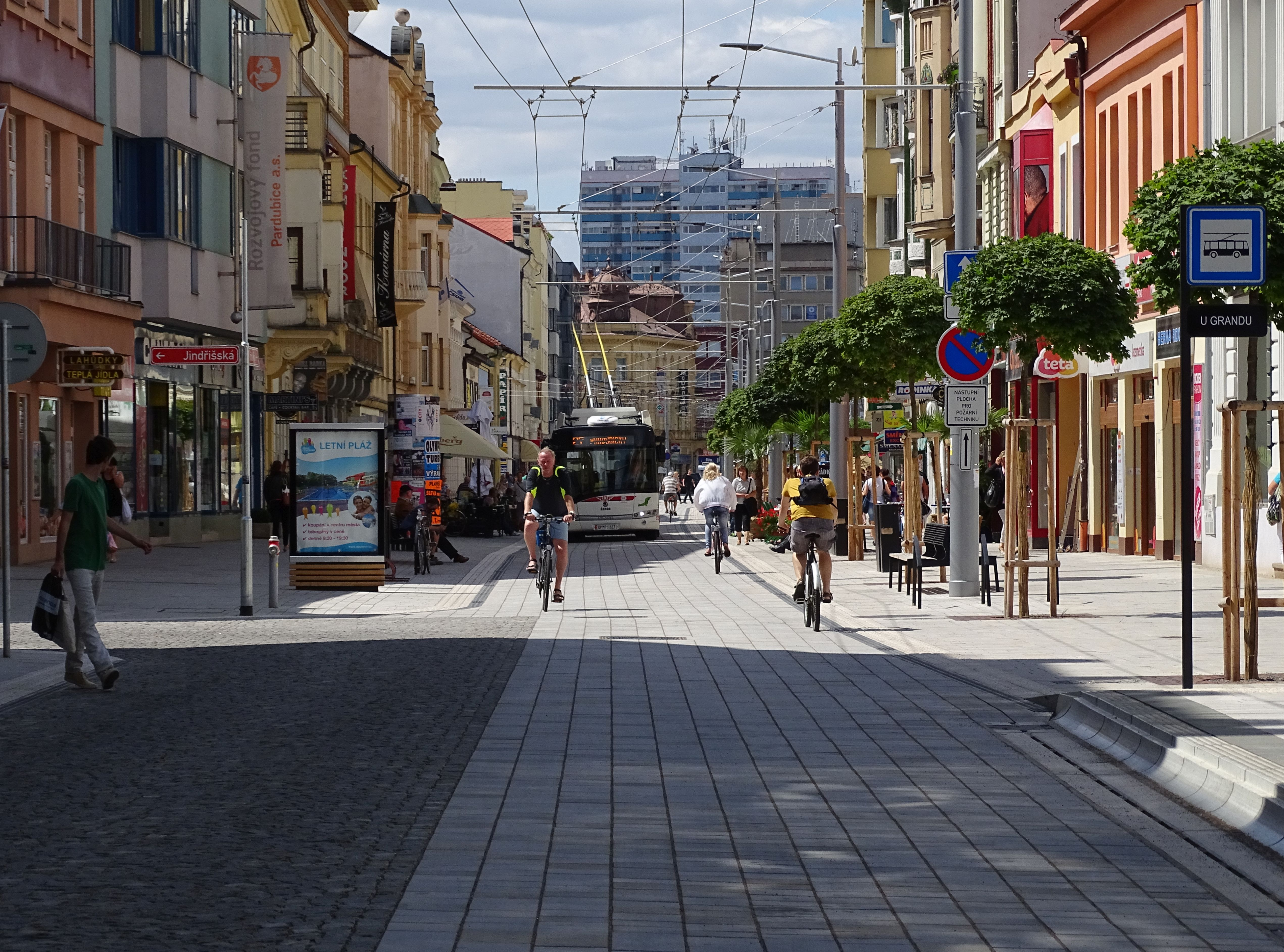
Cyklisté na třídě Míru v Pardubicích, kde jízda na kole tvoří velký podíl veškeré dopravy oproti jiným českým městům

Data o podílu cyklodopravy v českých krajských městech poskytuje Sčítání lidu, domů a bytů 2001:
| Město            | % jízdy na kole ze všech cest |
| ---------------- | ----------------------------- |
| Pardubice        | 18                            |
| Hradec Králové   | 16                            |
| České Budějovice | 11                            |
| Olomouc          | 6                             |
| Jihlava          | 2                             |
| Karlovy Vary     | 2                             |
| Zlín             | 2                             |
| Liberec          | 1                             |
| Ostrava          | 1                             |
| Plzeň            | 1                             |
| Brno             | 1                             |
| Ústí nad Labem   | 0                             |
| Praha            | 0                             |

## Rekreační cyklistika
Oproti dopravní cyklistice, v které Česko oproti ostatních zemích Evropy zaostává, v Česku jezdí více lidí na kole rekreačně. Projížďkám na kole se věnuje pravidelně přibližně 36 % obyvatel, více je to v Evropě pouze v Dánsku a Maďarsku. Často se uvádí, že jízda na kole je nejoblíbenějším sportem, který Češi aktivně provozují.

## Cyklistické trasy

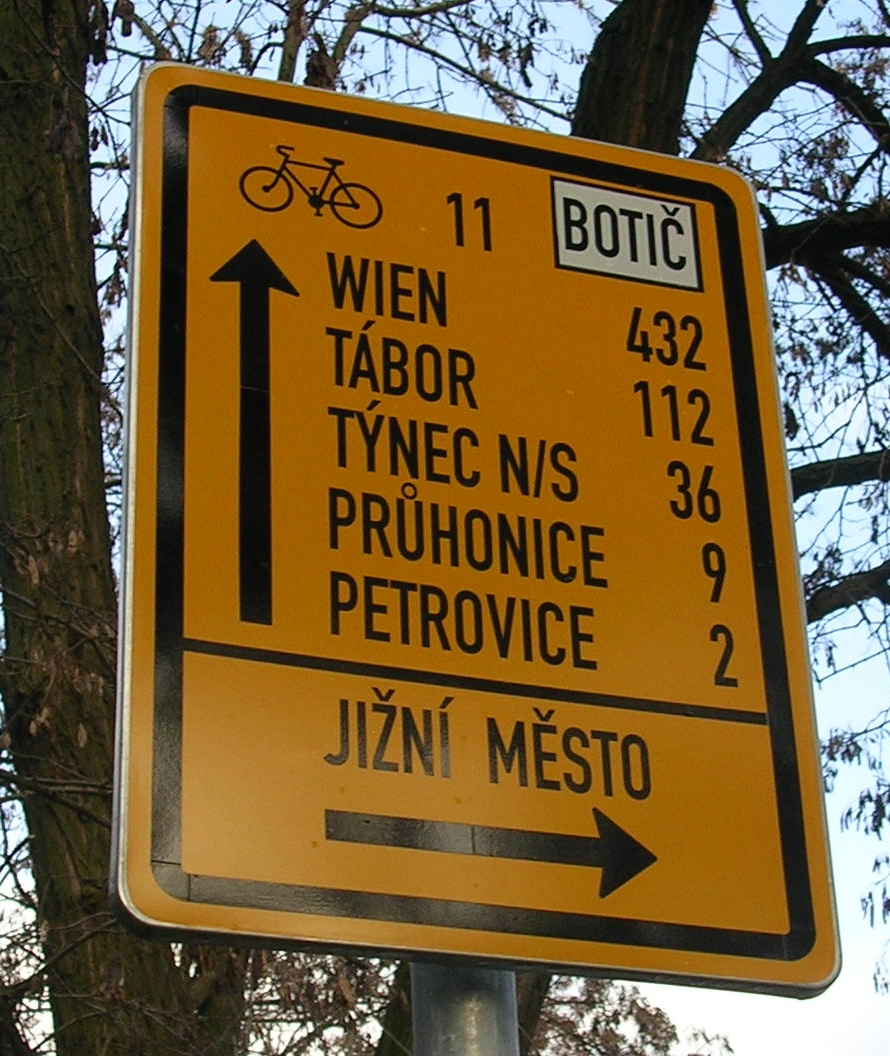
Cedule značící cyklotrasu Botič v Praze

V roce 2017 bylo na území Česka vyznačeno 37 023 kilometrů cyklistických tras, je zde tak druhá nejhustší síť cyklotras v Evropě. Ty jsou většinou vedeny na vozovce současně s ostatní (např. automobilovou) dopravou, přednostně by ale měly být vedeny cyklostezkou, sdílenou stezkouči vyhrazeným jízdným pruhem. Mají speciální turistické značení Klubu českých turistů, které je považováno za dopravní značky.
Nejvíce bylo v roce 2017 vyznačených cyklistických tras v Jihočeském kraji (4 362 km), dále v Plzeňském a Jihočeském. Nejkratší síť cyklotras byla v krajích s menší rozlohou – v Libereckém, Zlínském a Ústeckém.

## Jízdní kola
Průzkum Centra dopravního výzkumu v roce 2019 zjistil, že na českou domácnost průměrně připadá 1,23 jízdního kola. U automobilu je to 0,97. Nejvíce kol na domácnost mají v Pardubickém (1,77) a Olomouckém kraji (1,82). Průměrná cena kol, která si Češi kupují, se pohybuje kolem 12 tisíc korun.

### Výroba
V Česku se v roce 2015 podle zprávy The Association of the European Bicycle Industry vyrobilo 350 tisíc kol, z nichž šla většina na vývoz. Jejich hodnota byla přibližně 2,4 miliardy korun. V Evropě je tak Česko 15. největší producent jízdních kol.